# Sipia
Genre
Sipia est un genre de passereaux de la famille des Thamnophilidae. Il comprend quatre espèces d'alapis.

## Taxonomie
En 2018 le congrès ornithologique international  a rétabli le genre Sipia en le séparant du genre Myrmeciza après une étude de phylogénétique moléculaire par Isler, Bravo & Brumfield qui a montré la paraphylie de ce dernier.

## Répartition
Ce genre se trouve à l'état naturel dans le Sud de l'Amérique centrale et le Nord-Ouest de l'Amérique du Sud,,.

## Liste des espèces
Selon la classification de référence du Congrès ornithologique international (version 8.1, 2018) :
- Sipia berlepschi (Hartert, 1898) — Alapi à queue courte, Fourmilier de Berlepsch
- Sipia laemosticta (Salvin, 1865) — Alapi tabac
- Sipia nigricauda (Salvin & Godman, 1892) — Alapi d'Esmeraldas
- Sipia palliata (Todd, 1917) — Alapi du Magdalena